# Basellandschaftliche Kantonalbank
Basellandschaftliche Kantonalbank (BLKB) — банк швейцарского кантона Базель-Ланд, входит в систему кантональных банков. Банк был основан в 1864 году.
По объёму активов BLKB в 2022 году занимал 19-е место среди банков Швейцарии и 8-е место среди кантональных банков страны.
73,7 % акций банка и 100 % голосов принадлежат правительству кантона Базель-Ланд, остальные акции в виде сертификатов обращаются на Швейцарской бирже.

## Деятельность
Банк обслуживает частных и корпоративных клиентов, как и другие кантональные банки, в основном занимается приёмом банковских вкладов и выдачей ипотечных кредитов, также выпускает дебетовые и кредитные карты. Сеть банка насчитывает 20 отделений в кантоне Базель-Ланд.
У банка есть две дочерние структуры: radicant bank ag (Цюрих) и BLKB Services AG (Листаль).